# Woodhall Spa
Pour les articles homonymes, voir Woodhall.
Woodhall Spa est une paroisse civile et un village du Lincolnshire, en Angleterre.